# Alistair Johnston
Alistair Johnston (* 8. Oktober 1998 in Vancouver) ist ein kanadischer Fußballspieler.
Er ist der Sohn eines kanadischen Vaters und einer nordirischen Mutter aus Newtownards. Im Alter von vier Jahren zog seine Familie nach Montreal, sowie im Alter von sieben Jahren nach Aurora, Ontario.

## Karriere

### Jugend und College
In Montreal spielte er erstmals im Alter von vier Jahren beim Lakeshore SC Fußball. Nach dem Umzug nach Aurora spielte er beim dortigen Aurora FC und beim Richmond Hill SC. Später war er auch im Jugendbereich bis 2014 bei ANB Futbol und absolvierte während er hier war auch ein Probetraining beim französischen Troyes AC. Anschließend trat er den Vaughan Azzurri bei und ging hier nach erfolgreichen Jugendjahren in den Erwachsenenbereich über.
Von 2016 bis 2017 besuchte er die St. John’s University und danach von 2018 bis 2019 die Wake Forest University in den USA.

### Klub
Während seiner College-Zeit spielte er bei Zeit auch für Vaughn Azzurri in der League1 Ontario. Mit diesen nahm er dann auch nochmal bei beim Canadian Championship 2019 teil. Am 9. Januar 2020 wurde er schließlich als Elfter beim MLS SuperDraft 2020 vom Nashville SC gedraftet. Bedingt durch die Covid-19-Pandemie und der nicht Teilnahme von Nashville am MLS-is-Back-Turnier aufgrund eines Teaminternen Ausbruchs, kam er erst am 13. August 2020 das erste Mal bei einem 1:0-Sieg gegen den FC Dallas zum Einsatz. Hier wurde er in der 67. Minute für Brayan Beckeles eingewechselt. Später erreichte er mit seinem Team noch die Playoffs und sein Vertrag wurde für zwei Jahre verlängert.
Am 23. Dezember 2021 übernahm CF Montreal Johnston von Nashville, für eine Summe von 1 Million US-Dollar.
Im Dezember 2022 gab CF Montreal bekannt, dass sie Johnston zum schottischen Erstligisten Celtic Glasgow transferiert haben. Er unterzeichnete einen Fünfjahresvertrag in Glasgow.

### Nationalmannschaft
Erstmals in Berührung mit der kanadischen Nationalmannschaft kam er bei einem U-18 Camp im Alter von 16 Jahren im Jahr 2015. Sein Debüt für die A-Nationalmannschaft hatte er am 25. März 2021 bei einem Qualifikationsspiel für die Weltmeisterschaft 2022 gegen Bermuda, wo er in der 69. Minute eingewechselt wurde. Später gehörte er dann auch zum finalen Kader beim CONCACAF Gold Cup 2021 wo er einige Einsätze absolvierte.

## Erfolge
- Schottischer Meister: 2023, 2024, 2025
- Schottischer Pokalsieger: 2023, 2024
- Schottischer Ligapokal: 2023, 2025